# Scythris
Scythris is een geslacht van vlinders uit de familie van de dikkopmotten (Scythrididae).

## Soorten
- S. abdominalis Turati, 1926
- S. abyanensis Bengtsson, 2002
- S. acarioides Bengtsson, 1997
- S. accumulata Meyrick, 1914
- S. acipenserella K. & T. Nupponen, 2000
- S. achyropa Meyrick, 1916
- S. adelopa Meyrick, 1897
- S. adustella Jackh, 1978
- S. aegrella K. Nupponen & Junnilainen, 2000
- S. aenea Passerin d'Entreves, 1984
- S. aerariella (Herrich-Schäffer, 1855)
- S. aerata (Walsingham, 1914)
- S. aereella (Duponchel, 1843)
- S. albapenella (Chambers, 1875)
- S. albiangulella Bengtsson, 2002
- S. albiapex Hering, 1924
- S. albidella (Stainton, 1867)
- S. albiflua Meyrick, 1928
- S. albilineata (Walsingham, 1888)
- S. albipuncta Turner, 1939
- S. albisaxella K. & T. Nupponen, 2000
- S. albocanella Bengtsson, 2002
- S. albogrammella Bengtsson, 2002
- S. albostriata Hannemann, 1961
- S. alhamrae Bengtsson, 2002
- S. alseriella (Turati, 1879)
- S. altisierrae Kieffer, 1937
- S. ambustella Bengtsson, 1997
- S. ammobia Falkovich, 1972
- S. amphonycella (Geyer, 1836)
- S. amplexella Bengtsson, 2002
- S. anchophylli Falkovich, 1969
- S. andersi Bengtsson, 1991
- S. anomaloptera (Staudinger, 1880)
- S. anthracina Braun, 1923
- S. anthracodelta Meyrick, 1911
- S. anthracodes Walsingham, 1907
- S. aphanatma Meyrick, 1933
- S. apicalis (Zeller, 1847)
- S. apicigutella Christoph, 1882
- S. apicistrigella (Staudinger, 1870)
- S. aquaria Meyrick, 1913
- S. arachnodes Walsingham, 1908
- S. arenbergeri Passerin d'Entreves, 1986
- S. arenicola K. Nupponen, 2005
- S. arerai Huemer, 2000
- S. aristidella Rebel, 1902
- S. aritzoella Amsel, 1936
- S. articulatella Chrétien, 1915
- S. asema Falkovich, 1972
- S. asmodella (Millière, 1873)
- S. aspromontis Jackh, 1978
- S. asthena Falkovich, 1972
- S. astragali Falkovich, 1969
- S. aterrimella (Walker, 1864)
- S. autochlorella Viette, 1956
- S. axenopa Meyrick, 1918
- S. badiella Bengtsson, 2002
- S. bagdadiella Amsel, 1949
- S. balanophora Meyrick, 1916
- S. balcanica Jäckh, 1978
- S. baldensis Passerin d'Entreves, 1979
- S. barbatella Chrétien, 1915
- S. basilaris (Zeller, 1855)
- S. basilicella Bengtsson, 2002
- S. basistrigella (Staudinger, 1880)
- S. bazaensis Bengtsson, 1997
- S. beccella Bengtsson, 2002
- S. bengtbengtssoni Vives, 1994
- S. bengtssoni Patocka & Liska, 1989
- S. biacutella Bengtsson, 2002
- S. bicuspidella Bengtsson, 2002
- S. bifissella (O. Hofmann, 1889)
- S. bifractella (Rebel, 1917)
- S. binotiferella (Ragonot, 1880)
- S. bispinella Bengtsson, 2002
- S. bolognella Jackh, 1978
- S. bornicensis Jackh, 1977
- S. boseanella Klimesch, 1986
- S. brachyplecta Meyrick, 1928
- S. braschiella (O. Hofmann, 1897)
- S. brunneofasciella K. Nupponen & Junnilainen, 2000
- S. bubaniae Walsingham, 1907
- S. buszkoi Baran, 2004
- S. calciflua Meyrick, 1921
- S. camelella Walsingham, 1907
- S. canella Bengtsson, 2002
- S. canescens Staudinger, 1880
- S. canetella Caradja, 1920
- S. canispersa Meyrick, 1913
- S. capitalis (Erschoff, 1874)
- S. capnofasciae Bengtsson, 2002
- S. caradjae Amsel, 1939
- S. caramani (Staudinger, 1880)
- S. carboniella Jackh, 1978
- S. carniolella Fuchs, 1903
- S. caroxylella Falkovich, 1969
- S. cassiterella (Snellen, 1884)
- S. celidopa Meyrick, 1921
- S. ceratella Bengtsson, 2002
- S. ceratocosma Meyrick, 1897
- S. cicadella (Zeller, 1839) – Gevlekte dikkopmot
- S. ciliatella Zerny, 1935
- S. cinisella Bengtsson, 2002
- S. cirra Falkovich, 1969
- S. cistorum (Millière, 1876)
- S. clavella (Zeller, 1855)
- S. clemens Meyrick, 1921
- S. cometa Meyrick, 1909
- S. commota Meyrick, 1918
- S. compsias Walsingham, 1907
- S. concurrens Meyrick, 1921
- S. confinis Braun, 1920
- S. confluens (Staudinger, 1870)
- S. consimilella Bengtsson, 2002
- S. constanti Walsingham, 1898
- S. corleyi Bengtsson, 1997
- S. corsa Passerin d'Entreves, 1986
- S. crassiuscula (Herrich-Schäffer, 1855)
- S. cremorella Zerny, 1935
- S. cretacella K. & T. Nupponen, 2000
- S. cretiflua Meyrick, 1913
- S. crypsigramma Meyrick, 1897
- S. crypta Hannemann, 1961
- S. cucullella Bengtsson, 2002
- S. cuencella Rebel
- S. culmicola Meyrick, 1916
- S. cuneatella Bengtsson, 2002
- S. cupreella (Staudinger, 1859)
- S. curtulella (Bruand, 1850)
- S. curvipilella Bengtsson, 2002
- S. cuspidella (Denis & Schiffermüller, 1775)
- S. cycladeae Jackh, 1978
- S. charon Meyrick, 1918
- S. chelota Meyrick, 1906
- S. chloraema (Meyrick, 1887)
- S. chrysopygella Caradja, 1928
- S. delodelta Meyrick, 1930
- S. denigratella (Herrich-Schäffer, 1855)
- S. denticolor Walsingham, 1900
- S. deplanata Meyrick, 1928
- S. depressa Meyrick, 1931
- S. deresella Falkovich, 1969
- S. derrai Bengtsson, 1991
- S. detestata Meyrick, 1922
- S. dicroa Falkovich, 1972
- S. dimensa Meyrick, 1920
- S. dimota Meyrick, 1931
- S. discimaculella Rebel, 1936
- S. disparella (Tengstrom, 1848)
- S. disqueella Fuchs, 1903
- S. dissimilella (Herrich-Schäffer, 1855) – Zuidelijke dikkopmot
- S. dissimililla Herrich-Schäffer, 1855
- S. dissitella (Zeller, 1847)
- S. distactica Meyrick, 1921
- S. divaricata Braun, 1923
- S. dividua Meyrick, 1916
- S. dorycniella (Millière, 1861)
- S. durandella (Lucas, 1949)
- S. eberhardi Bengtsson, 1997
- S. eboracensis (Zeller, 1855)
- S. eburnea (Walsingham, 1888)
- S. ejiciens Meyrick, 1928
- S. elachistoides Bengtsson, 2002
- S. elegantella (D. Lucas, 1955)
- S. elenae K. Nupponen, 2000
- S. elongatella Lucas, 1933
- S. eloquens Meyrick, 1921
- S. emichi (Anker, 1870)
- S. empetrella Karsholt & Nielsen, 1976 – Eenstipdikkopmot
- S. epilobiella McDunnough, 1942
- S. epistrota (Meyrick, 1889)
- S. erebospila Meyrick, 1897
- S. eremella Chrétien, 1915
- S. ericetella (Heinemann, 1872) – Vale heidedikkopmot
- S. ericivorella (Ragonot, 1880) – Heidedikkopmot
- S. erminea Walsingham, 1907
- S. erudita Meyrick, 1917
- S. ethmiella Amsel, 1974
- S. eucharis Walsingham, 1907
- S. euthia (Walsingham, 1914)
- S. eversmanni K. & T. Nupponen, 2000
- S. expolita Meyrick, 1910
- S. exsoluta Meyrick, 1920
- S. faeculenta Meyrick, 1912
- S. fallacella (Schlager, 1847)
- S. farrata Meyrick, 1913
- S. fasciata Falkovich, 1969
- S. fasciatella (Ragonot, 1880)
- S. fibigeri Bengtsson, 2002
- S. fissirostris Meyrick, 1928
- S. fissurella Bengtsson, 1997
- S. flabella (Mann, 1861)
- S. flavidella Preissecker, 1911
- S. flavilaterella (Fuchs, 1886)
- S. flaviventrella (Herrich-Schäffer, 1855)
- S. fletcherella Meyrick, 1928
- S. fluctuosa Meyrick, 1914
- S. fluvialis Meyrick, 1916
- S. focella (Constant, 1885)
- S. fonticola Meyrick, 1911
- S. formicella Chrétien, 1915
- S. fumida Turner, 1923
- S. fuscicomella (Clemens, 1860)
- S. fuscoaenea (Haworth, 1828)
- S. fuscopterella Bengtsson, 1977
- S. galeatella Bengtsson, 2002
- S. gallicella Joannis, 1909
- S. garciapitai Vives, 2001
- S. glacialis (Frey, 1870)
- S. gladiella Nupponen & Nupponen, 2004
- S. glaphyropa Meyrick, 1914
- S. glyphidota Meyrick, 1916
- S. gozmanyi Passerin d'Entreves, 1986
- S. gracilella (Heinemann, 1876)
- S. graminivorella Braun, 1920
- S. grandipennis (Haworth, 1828)
- S. gratifera Meyrick, 1921
- S. gratifica Meyrick, 1921
- S. gratiosella Jackh, 1978
- S. gravatella (Zeller, 1847)
- S. griseolineata (Walsingham, 1907)
- S. guimarensis Bengtsson, 1997
- S. gurdella (Christoph, 1877)
- S. halmyrodes Meyrick, 1921
- S. halophilella Amsel, 1935
- S. haloxylella Falkovich, 1969
- S. heinemanni (Moschler, 1869)
- S. hemidictyas Meyrick, 1928
- S. heterodisca Meyrick, 1929
- S. hibernella (Staudinger, 1859)
- S. hierroella Klimesch, 1986
- S. homoxantha Meyrick, 1921
- S. hornigii (Zeller, 1855)
- S. humillimella (Staudinger, 1859)
- S. hungaricella Rebel, 1917
- S. hyalinella Caradja, 1920
- S. hydronoma Meyrick, 1930
- S. hypolepta Falkovich, 1972
- S. iagella Chretien, 1925
- S. iberica Jackh, 1978
- S. iconiensis Rebel, 1902
- S. ilyopa Meyrick, 1921
- S. immunis Meyrick, 1916
- S. imperiella Jackh, 1978
- S. impositella (Zeller, 1855)
- S. inanima Meyrick, 1916
- S. inclusella Lederer, 1855
- S. indigoferivora Bengtsson, 2002
- S. inertella (Zeller, 1855)
- S. inota Meyrick, 1924
- S. inquilinella (Erschoff, 1874)
- S. inspersella (Hübner, 1817) – Wilgenroosjesdikkopmot
- S. insulella (Staudinger, 1859)
- S. interrupta Braun, 1920
- S. invisa Meyrick, 1920
- S. iterella Bengtsson, 2002
- S. jaeckhi Bengtsson, 1989
- S. jemenensis Bengtsson, 2002
- S. joannisella Le Marchand, 1938
- S. justifica Meyrick, 1911
- S. karinae Bengtsson, 1991
- S. karini Bengtsson, 1991
- S. kasyi Hannemann, 1962
- S. kibarae Matsumura, 1931
- S. klimeschi Bengtsson, 1997
- S. knochella (Fabricius, 1794) – Streepdikkopmot
- S. lactanea Meyrick, 1913
- S. lafauryi Passerin d'Entreves, 1986
- S. lagunae Jackh, 1978
- S. laminella (Denis & Schiffermüller, 1775) – Muizenoordikkopmot
- S. lamprochalca Meyrick, 1931
- S. lampyrella (Constant, 1865)
- S. langohri Passerin d'Entreves, 1990
- S. latebrosa Meyrick, 1913
- S. lativittis Gerasimov, 1930
- S. lemarchandella Lucas, 1949
- S. lempkei Bengtsson & Langohr, 1989
- S. levantina Passerin d'Entreves & Vives, 1990
- S. lhommei Bengtsson & Passerin d'Entreves, 1988
- S. libanotica Jäckh, 1978
- S. limbella (Fabricius, 1775) – Lichte dikkopmot
- S. locustella Chrétien, 1915
- S. lycii Falkovich, 1969
- S. magnatella Busck, 1904
- S. mariannae Bengtsson, 1991
- S. marianni Bengtsson, 1991
- S. marionella Walsingham, 1907
- S. marocanella Lucas, 1956
- S. maroccensis Jäckh, 1977
- S. martini Bengtsson, 1991
- S. matronella (Staudinger, 1880)
- S. meanderis Bengtsson, 1997
- S. mediella (Constant, 1855)
- S. medullata Meyrick, 1916
- S. melanodora Meyrick, 1912
- S. melanopleura Meyrick, 1914
- S. melanosticta Turati, 1930
- S. meligastra Meyrick, 1920
- S. meraula Meyrick, 1916
- S. mesoplecta Meyrick, 1921
- S. mesopora (Walsingham, 1914)
- S. mikkolai Sinev, 1993
- S. minima Bengtsson, 1997
- S. mitakeana Matsumura, 1931
- S. mixaula Meyrick, 1916
- S. moldavicella Caradja, 1905
- S. monochreella (Ragonot, 1895)
- S. monotinctella Turati, 1924
- S. mus Walsingham, 1898
- S. nanophyti Falkovich, 1979
- S. neurogramma Walsingham, 1900
- S. nevadensis Passerin d'Entreves, 1990
- S. nieukerkeni Bengtsson, 1989
- S. nigra Philpott, 1931
- S. nigrella Jackh, 1978
- S. nigrispersa Meyrick, 1918
- S. nigrogrammella Bengtsson, 2002
- S. nigropterella Bengtsson, 2002
- S. nipholecta Meyrick, 1924
- S. niphozela Meyrick, 1931
- S. nivicolor Meyrick, 1916
- S. nivisignata (Walsingham, 1914)
- S. noricella (Zeller, 1843)
- S. notorrhoa Meyrick, 1921
- S. obliqua Falkovich, 1969
- S. obscurella (Scopoli, 1763)
- S. ochistriata (Walsingham, 1888)
- S. ochrantha Meyrick, 1909
- S. ochrea Walsingham, 1896
- S. ochrogramma Meyrick, 1916
- S. oelandicella Muller-Rutz, 1922
- S. olschwangi K. & T. Nupponen, 2000
- S. ossianella (Millière, 1874)
- S. ottomana Jäckh, 1978
- S. oxyplecta Meyrick, 1916
- S. pacifica McDunnough, 1927
- S. paelopyga (Staudinger, 1880)
- S. palustris (Zeller, 1855)
- S. pangalactis Meyrick, 1933
- S. parachalca Meyrick, 1916
- S. parafuscoaenea Bengtsson, 1991
- S. paralogella Bengtsson, 2002
- S. paredra Meyrick, 1897
- S. parenthesella Bengtsson, 2002
- S. parnassiae Bengtsson, 1997
- S. parvella Herrich-Schäffer, 1855
- S. pascuella (Zeller, 1855)
- S. patiens Meyrick, 1921
- S. paullella (Herrich-Schäffer, 1855)
- S. pectinicornis Walsingham, 1900
- S. pelinaula Meyrick, 1916
- S. pelochyta Meyrick, 1909
- S. penicillata (Chretien, 1900)
- S. perlucidella K. & T. Nupponen, 2000
- S. persephone Meyrick, 1936
- S. perspicillella (Walsingham, 1888)
- S. petrella Walsingham, 1908
- S. pfeifferella Rebel, 1936
- S. philorites Bradley, 1965
- S. physalis Falkovich, 1972
- S. picaepennis (Haworth, 1828) – Goudspikkelige dikkopmot
- S. pilella Bengtsson, 1991
- S. pilosella (Zeller, 1873)
- S. pinkeri Klimesch, 1986
- S. piratica Meyrick, 1928
- S. planipennella (Chambers, 1878)
- S. platypyga (Staudinger, 1880)
- S. plausipennella (Chambers, 1875)
- S. pleonectis Meyrick, 1897
- S. plocanota Meyrick, 1897
- S. plocogastra Meyrick, 1931
- S. plumbeogrisea Walsingham, 1907
- S. plutelloidella Turati, 1934
- S. podoliensis Rebel, 1938
- S. poliantha Meyrick, 1921
- S. polycarpaeae Klimesch, 1986
- S. pollicella Bengtsson, 2002
- S. popescugorji Passerin d'Entreves, 1984
- S. potentillae (Zeller, 1847)
- S. potentillella (Zeller, 1847) – Tijmdikkopmot
- S. praeflava Meyrick, 1913
- S. praematura Meyrick, 1937
- S. praestructa Meyrick, 1922
- S. productella (Zeller, 1839)
- S. pruinata Falkovich, 1972
- S. psamathota Meyrick, 1913
- S. pseudoarachnodes Bengtsson, 1997
- S. pseudolocustella Passerin d'Entreves & Vives, 1990
- S. pterosaurella Bengtsson, 2002
- S. pudorinella (Moschler, 1866)
- S. pulicella (Staudinger, 1859)
- S. punctivittella (O. Costa, 1836)
- S. pura Walsingham, 1907
- S. pyrrhopyga Filipjev, 1924
- S. quadrigutella (Bruand, 1850)
- S. recreata Meyrick, 1925
- S. rectella (Staudinger, 1871)
- S. rediculella Caradja, 1920
- S. reducta Braun, 1923
- S. reflectella Bengtsson, 2002
- S. remexella K. Nupponen & Kaitila, 2000
- S. rhabducha Meyrick, 1897
- S. ridiculella Caradja, 1920
- S. rivigera Meyrick, 1911
- S. rondaensis Bengtsson, 1997
- S. roseola Meyrick, 1912
- S. rouxella (Constant, 1865)
- S. rubioi Agenjo, 1962
- S. saarelai K. & T. Nupponen, 1999
- S. sacharissa Meyrick, 1913
- S. sagitatella Erschoff, 1877
- S. salviella Meess, 1910
- S. sanae Bengtsson, 2002
- S. sappadensis Bengtsson, 1992
- S. satyrella Staudinger, 1880
- S. saxella Bengtsson, 1991
- S. scintillifera Braun, 1927
- S. sciochalca Meyrick, 1928
- S. scipionella (Staudinger, 1859)
- S. scopolella (Linnaeus, 1767)
- S. scorpionella Jackh, 1977
- S. scotinopa Meyrick, 1935
- S. scyphella Bengtsson, 2002
- S. schawerdae Rebel, 1931
- S. schleichiella (Zeller, 1870)
- S. schneideri Zeller
- S. seliniella (Zeller, 1839)
- S. semialbicostella Turati, 1927
- S. senecai Bengtsson, 1997
- S. setiella (Zeller, 1870)
- S. siccella (Zeller, 1839) – Kustdikkopmot
- S. siculella Jackh, 1977
- S. similis Hannemann, 1961
- S. sinensis (Felder & Rogenhofer, 1875)
- S. sinuosella Bengtsson, 2002
- S. sitarcha Meyrick, 1918
- S. skulei Bengtsson, 1997
- S. solitaria Diakonoff, 1955
- S. soluta Meyrick, 1916
- S. sophronia Meyrick, 1935
- S. sordidella Bengtsson, 2002
- S. speyeri (Heinemann & Wocke, 1876)
- S. spissata Meyrick, 1916
- S. sponsella (Busck, 1907)
- S. sporadica Meyrick, 1897
- S. spumifera Meyrick, 1918
- S. stagnosa Meyrick, 1913
- S. staudingeri Jackh, 1978
- S. strabella Bengtsson, 2002
- S. striella Turati, 1930
- S. strobilacea (Walsingham, 1907)
- S. subaerariella (Stainton, 1867)
- S. subcinctella (Bruand, 1850)
- S. subclavella Rebel
- S. subeburnea (Walsingham, 1891)
- S. subfasciata (Staudinger, 1880)
- S. subflabella (Stainton, 1867)
- S. subgaleatella Bengtsson, 2002
- S. sublaminella K. & T. Nupponen, 2000
- S. subparachalca Bengtsson, 2002
- S. subschleichiella Hannemann, 1961
- S. subseliniella (Heinemann, 1876)
- S. subsiccella Bengtsson, 1997
- S. subsignata Meyrick, 1916
- S. suffusa (Walsingham, 1888)
- S. syrmatica Meyrick, 1916
- S. tabescentella (Staudinger, 1880)
- S. tabidella (Herrich-Schäffer, 1855)
- S. taizzae Bengtsson, 2002
- S. tangerensis (Stainton, 1872)
- S. taurella Caradja, 1920
- S. tauromeniella Passerin d'Entreves & Roggero, 2004
- S. taygeticola Scholz, 1997
- S. tenebrella Bengtsson, 2002
- S. tenietella Caradja, 1920
- S. tenuisquamata (Staudinger, 1880)
- S. tenuivittella (Stainton, 1867)
- S. tephrella Bengtsson, 2005
- S. tergestinella (Zeller, 1855)
- S. tessulatella Rebel, 1903
- S. thomanni Müller-Rutz, 1914
- S. tibicina Meyrick, 1916
- S. tolli Rebel, 1938
- S. traugotti Bengtsson, 1991
- S. tremalzoi Bengtsson, 1992
- S. triatma Meyrick, 1935
- S. tributella (Zeller, 1847) – Zandkleurige dikkopmot
- S. trinacriae Passerin d'Entreves, 1984
- S. trinummulata Meyrick, 1922
- S. triochrias Meyrick, 1916
- S. trivinctella (Zeller, 1873)
- S. tsherkesella Falkovich, 1969
- S. tytrella Falkovich, 1969
- S. ulloai Agenjo, 1969
- S. unimaculella Rebel, 1906
- S. vagabundella Herrich-Schäffer, 1855
- S. valgella Bengtsson, 2002
- S. valvaearcella Bengtsson, 2002
- S. variella (Stephens, 1834)
- S. vartianae Kasy, 1962
- S. veletae Passerin d'Entreves, 1990
- S. ventosella Chretien, 1907
- S. vernusella Jackh, 1978
- S. villari Agenjo, 1971
- S. vitilella Christoph, 1885
- S. vittella (O. Costa, 1834)
- S. vogelfederbergensis Mey, 2011
- S. vulgata Meyrick, 1914
- S. xanthopygella (Staudinger, 1859)
- S. xylinochra Meyrick, 1931
- S. ypsilon Braun, 1920
- S. zelleri (Staudinger, 1880)
- S. zeugmatica Meyrick, 1931
- S. zylinochra Meyrick, 1931